# ルツェルンハンマー
ルツェルンハンマー（英語: Lucerne hammerは複数の突起を持つハンマーの頭部、長い後方のスパイク（ベック＝嘴）、さらにそれより長い頂部のスパイクを組み合わせた長柄武器である。これは主に、15世紀後半から17世紀にかけて、旧スイス盟約者団の市民軍および州軍によって携行された。現代の名称は、ルツェルンの武器庫に多くの現存品が集中していることに由来している。。

## 起源
14世紀、スイスの歩兵はポールアックスやフスシュトライトハンマーを好んで用いた。これらは短いスパイクと、3本または4本の突起を持つハンマー面を備えた長柄武器であった。1470年代ごろになると、スイス中部の鍛冶職人たちは後方の嘴（ビーク）を長くし、ハンマー面を4本の平行な突起に分け、現在ルツェルンハンマーと呼ばれる形を作り出した。そのため、一部の学者はこれをベック・ド・コルバン（bec de corbin）の後期発展形と見なしているが、その分類や類型は議論の対象となっている。
当時の記録では、この武器は単にドイツ語で die Hamer または mordaxt、フランス語の目録では la hache と呼ばれており、「ルツェルンハンマー」という呼称は、4本突起のスイス型を従来のポールアックスと区別するために近代になって付けられたものである。この名称は、19世紀の武器収集家J・マイヤー＝ビールマンが1869年に作ったものである。
現在ではしばしばポールアックスの一種と分類されるが、ルツェルンハンマーには刃のある刃部がなく、代わりに曲がった嘴も持たない。その構造は、先行するイタリアのマルテッロ・ダルメ（戦鎚）やドイツのフスシュトライトハンマーに類似しており、打撃と衝撃を組み合わせた武器である。

## 形状
ベック・ド・コルバンと同様に、現存する例は全長およそ1.5メートル（4.9フィート）である。鋼製の頭部は、2本または4本のランゲットと側面の突起（サイドラグ）によって柄に固定され、以下の部位で構成されている。
・ハンマー面：柄と平行に並んだ4本の突起から成る。初期の頭部は板金鎧を砕くために非常に重厚だったが、16世紀後期になるとより軽く、長く鋭い突起へと変化し、貫通力が向上した。
・後方の嘴（リアビーク）：頑丈でわずかに下向きに湾曲した形状を持ち、チェインメイルやプレートアーマーを貫通できる。
・ダグ（頂部スパイク）：16世紀を通じて徐々に長くなり、儀礼用の武器ではパイクの穂先に匹敵する長さとなった。これはハルバードに見られる傾向と一致している。
いくつかの武器庫では、ハンマー下の半球状のカラー部分に「L」の刻印や州の紋章を打刻していた。ニトヴァルデン州やベルン州ではかなりの数が保管されていたが、現存数はスイスのハルバードに比べて少ない。

## 戦闘での使用方法
この武器は両手で扱われた。『ル・ジュ・ド・ラ・アッシュ』（1400年頃）やハンス・タルホッファーの『フェヒトブーフ』（1467年）といった武術書では、長柄のハンマーやポールアックスを徒歩戦闘における騎士の主要武器として扱い、次のような技法を強調している。
・頂部のスパイクによる突きで、プレートメイルの隙間を狙う。
・後方の嘴（リアビーク）で引っかけ、騎乗者を鞍から引きずり下ろす。
・ハンマーによる打撃でプレートメイルを歪ませたり、チェインメイルを破壊する。
スイスの市民警備隊は、戦場からこの武器が姿を消した後も、17世紀に至るまで警備、処刑、護衛任務においてルツェルンハンマーを携行し続けた。

## 著名なポールアックスの使い手
歴史的ヨーロッパ武術（HEMA: Historical European Martial Arts）のコミュニティでは、ルツェルンハンマーは『ル・ジュ・ド・ラ・アッシュ』に記された鎧戦闘用ポールアックスとして扱われている。実践者は長いスパイクによる突き、四本突起の頭部による打撃、後方の嘴（リアビーク）による引っ掛け動作を訓練する。武器の質量と負傷の危険性から、多くの道場では全面鎧を着用しての技術的な型稽古に限られ、自由対戦はまれである。訓練には特殊な模擬武器が用いられ、安全性のためにゴム製のポールハンマーが主流であり、実際の重量やバランスが必要な場合は木製や刃を潰した鋼製のものが選ばれる。ポールアックスの稽古は、現在では上級HEMAカリキュラムの標準要素となっており、ヨーロッパや北米のイベントで定期的に行われている。